# Đông phương hồng (ca kịch)
Đông phương hồng (giản thể: 东方红, phồn thể: 東方紅, bính âm: Dōngfāng hóng) là một vở ca kịch được sáng tác để chào mừng nước Cộng hòa nhân dân Trung Hoa thành lập tròn 15 năm. Được trình diễn lần đầu vào ngày 2 tháng 10 năm 1964 tại Đại lễ đường Nhân dân Bắc Kinh. Sử thi âm nhạc vũ đạo này đã thông qua ca múa để thể hiện sau khi Đảng Cộng sản Trung Quốc thành lập, nhân dân Trung Quốc dưới sự lãnh đạo của Đảng Cộng sản và Mao Trạch Đông tiến hành cuộc đấu tranh gian khổ chống đế quốc, chống phong kiến, chống chủ nghĩa quan liêu. Tập thể tác giả của Đông phương hồng đã lựa chọn những sự kiện điển hình có tính chất đại diện nhất cho các giai đoạn cách mạng để đưa vào vở diễn khiến nó trở thành hình ảnh thu nhỏ cho lịch sử đấu tranh cách mạng của Đảng Cộng sản Trung Quốc. Các đạo diễn sân khấu, nhà biên đạo múa, nhạc sĩ, nhà thơ, nhạc sĩ, chuyên gia thiết kế sân khấu đến từ hơn 70 đơn vị của Bắc Kinh, Thượng Hải và Quân đội Giải phóng Nhân dân Trung Quốc cùng với đoàn hợp xướng nghiệp dư công nhân, học sinh, Đội Thiếu niên Tiền phong hơn ba nghìn người đã sáng tác nên sử thi cách mạng này. Là tác phẩm ca múa lớn đầu tiên kể từ sau ngày thành lập nước Trung Hoa mới phản ánh toàn diện lịch sử cách mạng Trung Quốc, Đông phương hồng đã lấy khung cảnh rộng lớn, tráng lệ, hình thức nghệ thuật biểu diễn của nhiều dân tộc ở Trung Quốc để viết nên một trang trong lịch sử văn nghệ Trung Quốc.

## Hoàn cảnh ra đời
Để chào mừng nước Cộng hòa Nhân dân Trung Hoa thành lập tròn 15 năm, Thủ tướng Chu Ân Lai đề nghị biên soạn một tác phẩm ca múa lớn phản ánh lịch sử đấu tranh của Đảng Cộng sản Trung Quốc, trình bày quá trình phát triển của tư tưởng Mao Trạch Đông. Để chúc mừng thắng lợi lớn trong xây dựng đất nước mới, Trung ương Đảng Cộng sản Trung Quốc và Mao Trạch Đông quyết định tiến hành hoạt động chúc mừng long trọng vào ngày 1 tháng 10 năm 1964, đồng thời mời các đảng và người lãnh đạo các nước bạn đến tham gia.
Lúc đó, Bộ Văn hóa và Hiệp hội Âm nhạc Trung Quốc đang cùng nhau chuẩn bị "Lễ hội âm nhạc Bắc Kinh" với quy mô tương đối lớn. Chu Ân Lai rất quan tâm đến hoạt động này và đã cho rằng điều kiện chuẩn bị lễ hội âm nhạc còn chưa chín muồi, vậy chi bằng nên sáng tác một tác phẩm ca múa quy mô lớn thể hiện lịch sử đấu tranh của Đảng Cộng sản Trung Quốc và quá trình phát triển của tư tưởng Mao Trạch Đông. Bộ Tuyên truyền và Bộ Văn hóa đã tiến hành nghiên cứu kiến nghị của Chu Ân Lai. Trước đó, ở Thượng Hải, trong thời gian lễ hội âm nhạc "Mùa xuân Thượng Hải" từng diễn một tiết mục ca múa quy mô lớn ca ngợi Đảng và Mao Trạch Đông. Các đoàn thể văn nghệ như Đoàn Văn công Không chính, Đoàn Ca múa Trung ương... trước sau đã lần lượt diễn các tiết mục "Hát biểu diễn ca khúc cách mạng", múa "Hành khúc đại đao" và "Chiếm cầu Lô Định". Ngoài ra, trong các thời kỳ cách mạng của Đảng Cộng sản Trung Quốc đều xuất hiện nhiều ca khúc cách mạng và dân ca mới được quần chúng nhân dân yêu thích. Nếu như tiến hành chọn lọc, sắp xếp những tiết mục này cùng với các tư liệu lịch sử tương quan hoàn toàn có thể sáng tác một vở ca vũ quy mô lớn có chất lượng cao thể hiện tiến trình lịch sử cách mạng.

## Nhân viên tham gia
Thủ tướng Chu Ân Lai sau khi lắng nghe ý kiến nghiên cứu của Bộ Tuyên truyền và Bộ Văn hóa, trải qua trao đổi kiến với Phó thủ tướng Trần Nghị, quyết định từ ngày 31 tháng 7 thành lập tổ lãnh đạo ca vũ lớn do Chu Dương đứng đầu, đồng thời đặt tên cho sử thi âm nhạc vũ đạo này là "Đông phương hồng". Khi đó chỉ còn cách lễ quốc khánh chưa đầy hai tháng, may mà biên đạo và diễn viên đều là nhân vật có trình độ cao có thể nói là hạng nhất Trung Quốc lúc đó. Nhóm biên đạo do Trần Á Đinh, Chu Nguy Trĩ đứng đầu, tổ trưởng tổ sáng tác âm nhạc là nhạc sĩ Thời Lạc Mông, tổ trưởng tổ chỉ huy là nhà chỉ huy Nghiêm Lương Khôn, nhóm biên đạo múa gồm có 29 người do Tra Liệt đứng đầu. Người tham gia diễn xuất đông đến hơn ba nghìn người, trong đó có đoàn văn công của 5 đại quân khu, tất cả các đoàn thể văn nghệ của Bắc Kinh và mấy trăm thành viên của đoàn hợp xướng nghiệp dư công nhân và học sinh.
Ngày 12 tháng 8, tất cả nhân viên tham diễn ở Bắc Kinh sau khi được động viên đã lập tức lao vào tập luyện một cách khẩn trương. Là người tổng trù hoạch, tổng dạo diễn của Đông phương hồng, Chu Ân Lai đã đổ nhiều tâm huyết vào đây. Ông tuy bận rộn nhưng mỗi ngày sau khi xong công việc quốc gia đều đến tổ kịch Đông phương hồng cùng thảo luận các biên đạo tới một hai giờ sáng. Từ việc lớn như tư tưởng chỉ đạo đến việc nhỏ như từ khúc cụ thể, ông đều tham dự.

## Chuẩn bị
Đông phương hồng là một bộ tác phẩm có tính chính trị và lịch sử lớn, cách đánh giá, nhìn nhận cũng như thời lượng chiếm giữ của một số sự kiện lịch sử được phản ánh trong vở kịch không thể dùng biện pháp kỹ thuật đơn thuần mà giải quyết được. Chu Ân Lai quan tâm hơn cả đến việc thể hiện trong vở ca múa quy mô lớn này mấy sự kiện lớn là sự ra đời của Đảng Cộng sản Trung Quốc, khởi nghĩa Vụ gặt mùa thu, hội nghị Tuân Nghĩa. Ông chẳng những yêu cầu phải thể hiện các sự kiện một cách nổi bật, mà còn yêu cầu phải dốc hết khả năng để đạt được sự hoàn mỹ về phương diện nghệ thuật.
Đông phương hồng là vở ca múa lớn phản ánh sự ra đời của Đảng Cộng sản Trung Quốc, khi đó chưa còn có sẵn ca khúc miêu tả và ca ngợi sự ra đời của Đảng Cộng sản Trung Quốc. Chu Nguy Trĩ tìm được ca từ của bài hát có tên là "Gió Bắc Kinh thổi đến tháng Mười". Chu Ân Lai xem xong ca từ cho rằng nó đã nêu lên được mối quan hệ giữa chủ nghĩa Marx và cách mạng Trung Quốc, cũng biểu đạt được câu kết luận có tính lịch sử của Mao Trạch Đông: "Một tiếng pháo vọng đến từ Cách mạng tháng Mười đem đến cho chúng ta chủ nghĩa Mác–Lê-nin". Nhạc sĩ Lưu Hoán đã tham khảo phong cách ca khúc quần chúng thời kỳ đại cách mạng để phổ nhạc cho ca từ này cũng rất được Chu Ân Lai tán thưởng. Chu Ân Lai còn đích thân thiết kế phông nền cho bài hát này: phía trái màn vải là Karl Marx với ánh sáng chiếu rọi bốn phía, chân dung Lenin, đồng thời phía dưới chân dung kéo lên hai lá cờ, một lá là Đảng kỳ, lá kia là cờ đỏ vẽ chân dung Mao Trạch Đông thời thanh niên. Chu Ân Lai nói lúc đó người đại diện cho đường lối đúng đắn của Đảng là Mao Trạch Đông, cho nên quyết định thêm chân dung Mao Trạch Đông vào lá cờ đỏ.
Nhiều người từng xem Đông phương hồng lấy làm lạ khi trong vở kịch không có khởi nghĩa Nam Xương "Mồng 1 tháng 8". Từ khởi nghĩa Nam Xương đã hình thành nên những đơn vị tiền thân của Quân đội Giải phóng Nhân dân Trung Quốc sau này, mở đầu cho cuộc đấu tranh vũ trang của Đảng Cộng sản Trung Quốc, chiếm vị trí quan trọng trong lịch sử quân đội Trung Quốc. Thực ra, lúc đầu nhóm biên kịch cũng định đưa khởi nghĩa Nam Xương vào trong vở kịch nhưng Chu Ân Lai lại bỏ nó đi.

## Bảng tiết mục
Sử thi âm nhạc vũ đạo Đông phương hồng được chia làm 6 đoạn với 35 ca khúc:
- Mở màn: Quỳ hoa hướng thái dương (1)

1. Đông phương hồng

- Cảnh thứ nhất: Ánh sáng phương Đông (từ 2-5)

1. Gió phương bắc thổi đến tháng Mười
2. Bài ca câu lạc bộ công nhân mỏ An Nguyên
3. Bài ca bạn nhà nông
4. Công nông binh liên hiệp lại

- Cảnh thứ hai: Tinh hỏa liệu nguyên (6-11)

1. Bài ca xả thân vì nghĩa lớn
2. Bài ca khởi nghĩa Thu Thu
3. Đôi giày cỏ tặng Hồng quân
4. Tây Giang nguyệt, Tỉnh Cương Sơn
5. Ba đại kỉ luật, tám điều chú ý
6. Tháng tám hoa quế nở đầy

- Cảnh thứ ba: Vạn thủy thiên sơn (12-18)

1. Chiến sĩ Hồng quân nhớ Mao Trạch Đông
2. Ánh chớp lóe lên từ thành Tuân Nghĩa
3. Vượt sông Đại Độ
4. Tình sâu nghĩa nặng
5. Qua núi tuyết và đồng cỏ
6. Bài ca hội quân
7. Thất luật Trường chinh

- Cảnh thứ tư: Kháng chiến chống Nhật (19-25)

1. Trên sông Tùng Hoa
2. Trường Đại học Quân chính Kháng Nhật
3. Đi vào vùng hậu phương địch
4. Bài ca đội du kích
5. Biên khu thập xướng
6. Nam Mê Loan
7. Bảo vệ sông Hoàng Hà

- Cảnh thứ năm: Tiêu diệt vương triều họ Tưởng (26-30)

1. Ngồi tù có sao đâu
2. Đoàn kết là sức mạnh
3. Hành khúc Quân đội Giải phóng Nhân dân Trung Quốc
4. Ngày ở khu giải phóng
5. Thất luật Quân đội Giải phóng Nhân dân Trung Quốc chiếm Nam Kinh

- Canh thứ sáu: Nhân dân Trung Quốc vùng đứng lên (31-35)

1. Không có Đảng Cộng sản thì không có nước Trung Quốc mới
2. Tán ca
3. Mao Trạch Đông, chúc Người vạn thọ vô cương
4. Ca Xướng Tổ Quốc
5. Quốc tế ca